# Chloraea viridiflora
Chloraea viridiflora es una especie de orquídea de hábito terrestre originaria de Sudamérica.

## Descripción
Es una  orquídea de tamaño mediano que prefiere el clima frío. Tiene hábito terrestre.  Florece en la primavera en una inflorescencia erecta con pocas flores.

## Distribución
Se encuentra en Argentina y sur de Chile a una altitud de  1500 a 2000 metros.

## Sinonimia
- Asarca viridiflora (Poepp.) Kuntze, Revis. Gen. Pl. 2: 652 (1891).
- Chloraea verrucosa Phil., Linnaea 29: 53 (1858).
- Asarca tuberculata Kuntze, Revis. Gen. Pl. 2: 652 (1891).
- Chloraea elwesii Rolfe, Bull. Misc. Inform. Kew 1916: 80 (1916).
- Chloraea robusta Rolfe, Bull. Misc. Inform. Kew 1916: 79 (1916).[2]